# Tharra curtisi
Tharra curtisi är en insektsart som beskrevs av Nielson 1975. Tharra curtisi ingår i släktet Tharra och familjen dvärgstritar. Inga underarter finns listade i Catalogue of Life.